# Matea Samardžić
Matea Samardžić (Split, 17. siječnja 1995.), umirovljena je hrvatska plivačica. Višestruka je državna rekorderka leđnim, slobodnim i mješovitim stilom.
Nastupila je na Olimpijskim igrama 2016. Na 400 metara mješovito osvojila je 17. mjesto, na 100 metara leđno bila je 13., a na 200 metara leđno osvojila je 15. mjesto.
Na Europskom prvenstvu 2016. godine je osvojila brončanu medalju na 200 metara leđno.
Članica je splitskog Mornara.